# Stilpon intermedius
Stilpon intermedius är en tvåvingeart som beskrevs av Raffone 1994. Stilpon intermedius ingår i släktet Stilpon och familjen puckeldansflugor. Inga underarter finns listade i Catalogue of Life.